# Kevin Heng
Kevin Heng est un astrophysicien théoricien, actuellement professeur assistant en poste menant à la permanence (tenure-tracking assistant professor) au Centre pour l'espace et l'habitabilité de l'Université de Berne (Suisse), où il dirige le groupe Exoplanètes et exoclimats.

## Études
Kevin Heng a reçu sa maîtrise ès sciences (M.S.) et son doctorat (Ph.D.) en astrophysique du Joint Institute for Laboratory Astrophysics (JILA) et de l'Université du Colorado à Boulder.

## Carrière scientifique
Kevin Heng a travaillé l'Institut d'étude avancée à Princeton (New Jersey, États-Unis) de 2007 à 2010, d'abord en tant que membre puis en tant que le « Frank & Peggy Taplin Member ». De 2010 à 2012, il était un "Zwicky Prize Fellow" à l'École polytechnique fédérale de Zurich (Suisse). En 2013, il a rejoint le Centre pour l'espace et l'habitabilité à l'Université de Berne, en Suisse, en tant que professeur assistant en poste menant à la permanence (tenure-track assistant professor), où il dirige le groupe Exoplanètes et exoclimats. En mars 2006, Sigma Xi lui décerne un Grant-in-Aid of Research.
Depuis le lancement du pôle de recherche national PlanetS en juin 2014, Kevin Heng est responsable du sous-projet 5.2 « Caractéristiques des planètes : structure interne et atmosphère ».

## Recherche
Kevin Heng a travaillé sur et continue de s'intéresser à de nombreux domaines de l'astrophysique : chocs, ceintures d'astéroïdes extrasolaires, formation planétaire, dynamique des fluides, naines brunes et exoplanètes. Il coordonne la Exoclimes Simulation Platform (ESP, « plate-forme de simulation d'exoclimats »), un ensemble open-source d'outils théoriques conçus pour l'étude de la physique et de la chimie de base des atmosphères et des climats exoplanétaires. Il participe au projet de télescope spatial CHEOPS, mission approuvée par l'Agence spatiale européenne et menée par la Suisse.

## Récompenses
- Prix Chambliss d'écriture astronomique (2017)